# Pacaziano
Tiberio Claudio Marino Pacaziano (latino: Tiberius Claudius Marinus Pacatianus; ... – 248/249) è stato un usurpatore contro l'imperatore romano Filippo l'Arabo.

## Biografia
Esiste un'iscrizione ritrovata a Bostra in cui viene nominato un certo Claudius Marinus, clarissimus puer, figlio di Claudius Sollemnius Pac[...], governatore dell'Africa sotto Alessandro Severo e poi consularis (governatore) di Celesiria. Alcuni storici identificano questo Sollemnius Pac. con il padre di Pacaziano. Dalle testimonianze di Zosimo e Giovanni Zonara è possibile dedurre che ricoprisse una carica militare, forse di basso livello, presso l'esercito romano stanziato a guardia del Danubio.
Zosimo riferisce di problemi con la disciplina dell'esercito danubiano, ma altri riferimenti alle cause della rivolta delle truppe di stanza in Moesia e Pannonia, che acclamarono Pacaziano imperatore, non esistono; si può solo supporre che sia stata in qualche modo legata alla minaccia di un'invasione gotica. La data della rivolta è probabilmente il 248, perché non vi sono monete coniate a nome di Filippo a Viminacium durante il suo decimo anno di regno (248/249), mentre esistono monete di Pacaziano coniate in quella zecca che celebrano il 1001º anno dalla fondazione di Roma (249). La monetazione di Pacaziano, l'unica fonte non letteraria per questo usurpatore, mostra un programma propagandistico non diverso da quello di Filippo, con la celebrazione del sostegno dell'esercito, della eternità di Roma e dell'impero, della prosperità e della pace promessa da Pacaziano.
Preoccupato dalle usurpazioni di Pacaziano e Iotapiano, Filippo pensò di intervenire, ma il senatore Decio predisse la fine dei due usurpatori per mano dei loro stessi sostenitori: così fu, e anche se non vi è notizia delle ragioni per le quali Pacaziano fu ucciso dai propri soldati, è ragionevole che fosse deposto se non fosse stato in grado di portare a termine il compito per il quale era stato scelto, difendere le province del nord-est dai Goti.
La rivolta di Pacaziano ebbe comunque un effetto negativo su Filippo: l'imperatore mandò un riluttante Decio a riprendere il controllo delle province, ma i soldati dell'esercito danubiano, per evitare punizioni, lo elessero imperatore, sostenendolo fino alla sconfitta di Filippo.